# Pozew zbiorowy
Pozew zbiorowy – forma pozwu – w polskim prawie w postępowaniu cywilnym dla spraw, w których są dochodzone roszczenia jednego rodzaju, co najmniej 10 osób, oparte na tej samej lub takiej samej podstawie faktycznej. Inaczej postępowanie grupowe. Pozew zbiorowy został wprowadzony ustawą o dochodzeniu roszczeń w postępowaniu grupowym z dnia 17 grudnia 2009 roku. Ustawa weszła w życie w terminie 6 miesięcy od jej ogłoszenia, tj. 19 lipca 2010 roku.

## Zastosowanie
Pozew zbiorowy może być zastosowany w sprawach o roszczenie o ochronę konsumentów, z tytułu odpowiedzialności za szkodę wyrządzoną przez produkt niebezpieczny oraz z tytułu czynów niedozwolonych. 
Ustawa o pozwach zbiorowych wymaga, by roszczenia zostały ujednolicone co do zapłaty przez pozwanego takiej samej kwoty pieniężnej. Można to osiągnąć poprzez podział na co najmniej dwuosobowe podgrupy.
Ustawa nie znajduje zastosowania dla roszczeń o ochronę dóbr osobistych.

## Główne założenia
- Pozew zbiorowy może być złożony w przypadku dochodzenia roszczeń jednego rodzaju.
- Pozew zbiorowy może być złożony przez grupę min. 10 osób.
- Wysokość roszczenia każdego członka grupy musi być ujednolicona.
- Ujednolicenie wysokości roszczeń może nastąpić w podgrupach, liczących co najmniej 2 osoby.
- Powództwo w postępowaniu grupowym wytacza reprezentant grupy (może nim być członek grupy lub powiatowy (miejski) rzecznik konsumentów).
- W postępowaniu grupowym obowiązuje zastępstwo powoda przez adwokata lub radcę prawnego, chyba że powód jest adwokatem lub radcą prawnym.
- Wynagrodzenie pełnomocnika nie może przekraczać 20% kwoty zasądzonej na rzecz powoda.

## Koszty pozwu zbiorowego
Złożenie pozwu zbiorowego może się wiązać z następującymi kosztami:
- opłata sądowa – do 2% wartości roszczeń
- wynagrodzenie pełnomocnika – do 20% wartości roszczeń
- kaucja na zabezpieczenie kosztów postępowania pozwanego – do 20% wartości roszczeń.

## Zalety pozwu zbiorowego
- znacznie niższa opłata sądowa – do 2% wartości roszczeń w porównaniu do 5% dla pozwu indywidualnego
- możliwość rozłożenia kosztów postępowania na członków grupy

## Wady pozwu zbiorowego
- brak możliwości ubiegania się o zwolnienie od kosztów sądowych
- dłuższy czas rozpatrywania spraw przez sąd z uwagi na większą liczbę osób poszkodowanych

## Trudności w uruchomieniu postępowania grupowego
Głównymi problemami w zastosowaniu pozwu zbiorowego są:
- trudność w  znalezieniu osób poszkodowanych o podobnych roszczeniach wobec tej samej instytucji lub organizacji
- potencjalne koszty postępowania, mimo iż są niższe od standardowych kosztów pozwu zwykłego (indywidualnego)
- konieczność wybrania reprezentanta, który prowadzi postępowanie w imieniu własnym i jednocześnie na rzecz wszystkich pozostałych[2]